# Jamno (powiat sulęciński)
Jamno (niem. Jamaika) – wieś w Polsce położona w województwie lubuskim, w powiecie sulęcińskim, w gminie Słońsk.
W 1946 roku miejscowość została włączona do województwa poznańskiego na terenie powojennej Polski. W latach 1975–1998 miejscowość należała administracyjnie do województwa gorzowskiego.